# Sesbania benthamiana
Sesbania benthamiana är en ärtväxtart som beskrevs av Karel Domin. Sesbania benthamiana ingår i släktet Sesbania och familjen ärtväxter. Inga underarter finns listade i Catalogue of Life.